# Francesco Apollodoro
Francesco Apollodoro (Porcia, 1531 – Padova, 1612) è stato un pittore italiano.

## Biografia

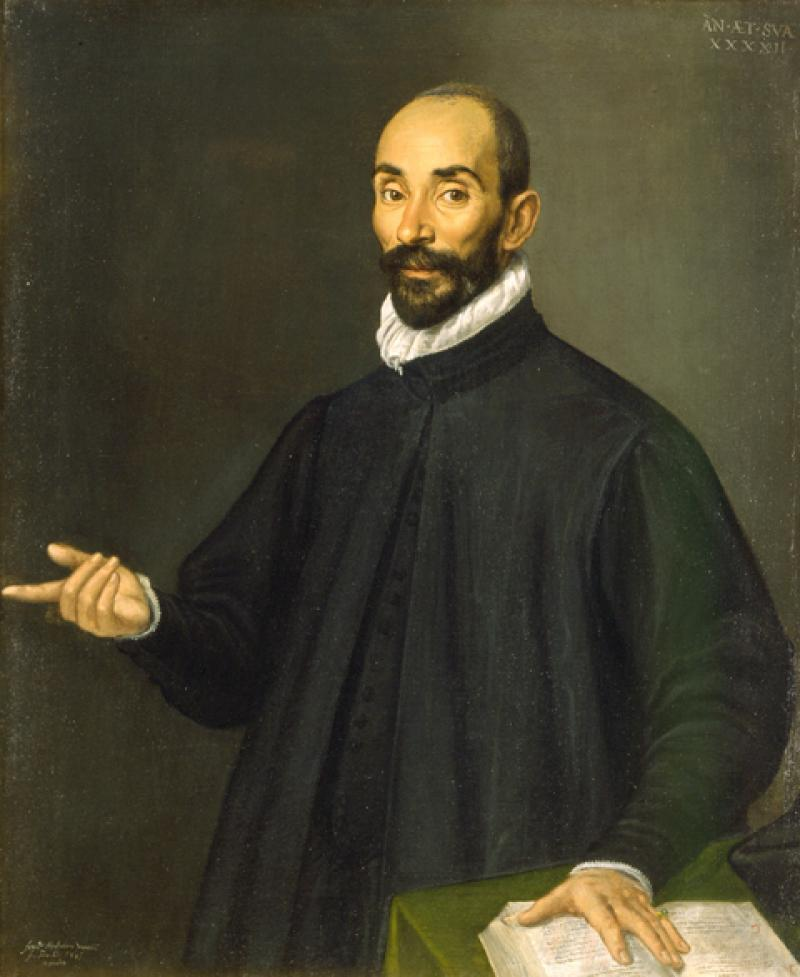
Ritratto di Ercole Bazzani - Museo Poldi Pezzoli - Milano.

Nato in Friuli, era detto il Porcia, forse dal luogo di nascita; fu presente a Padova a partire dal 1606 e godette di una certa fama come ritrattista. Fu iscritto alla confraternita dei pittori di Padova che aveva sede nella chiesa chiesa di San Luca Evangelista. Una sua opera, L'infanzia della Vergine, è conservata proprio in  quella chiesa di Padova.
Tra i suoi allievi vi fu Battista Bissoni.